# Cold Turkey
1969. október 24-én jelent meg John Lennon és a The Plastic Ono Band második kislemeze, a "Cold Turkey". Feszes, gitárközpontú dal, ami egy szenvedélyről való azonnali leszokásról szól (az angol szlengben ezt a folyamatot nevezik „cold turkey”-nek). Ez a szenvedély pedig nem más, mint Lennon heroinfüggősége. A dalt eredetileg a Beatles következő kislemezének szánta, de visszautasították.